# 왕융 (배우)
왕융(중국어: 王戎, 1938년 12월 6일 ~ )은 홍콩 출신의 영화 배우이다.